# Širca
Širca je priimek več znanih Slovencev:
- Alen Širca, literarni kritik?
- Anton Širca (1925—1996), medicinec anatom, univ. profesor
- Brane Širca (*1971), slikar ...
- Ernest Širca (1875—1959), glasbenik, skladatelj
- Franc Širca (1922—2005), metalurg
- Friderik Širca (Risto Savin) (1859—1948), častnik in skladatelj
- Ignacij Širca, šef finančne uprave Dravske banovine
- Josip Širca (1854—1933), gospodarstvenik
- Majda Širca Ravnikar (*1953), umetnostna zgodovinarka, (kulturna) novinarka, TV-urednica, publicistka, filmska kritičarka in  političarka
- Marijan Širca (1854—1932), rimskokatoliški duhovnik in nabožni pisec, mdr. predstojnik samostana na Trsatu
- Milojka Širca, plesalka, koreografka ?
- Nada Trunk Širca (*1957), matematičarka, ekonomistka, univ. profesorica
- Ota Širca Roš (*1979), radijska moderatorka in TV-voditeljica
- Simon Širca, fizik; prevajalec del o Wagnerju
- Slavko Širca, ekonomist